# Агезиполид I
Агесиполид I (на старогръцки: Ἀγησίπολις, Agesipolis, * 410 пр.н.е.; † 380 пр.н.е.) е цар на Спарта от династията Агиди през 395 пр.н.е. – 380 пр.н.е..
Той е син на Павзаний II и по-голям брат на Клеомброт I. Става цар, когато баща му отива в изгнание. Понеже той и брат му са млади чичо му Аристодем поема регентството.
По това време се образува съюз от Тива, Атина, Коринт и Аргос против Спарта. Затова Агезилай II, царят от династията Еврипонтиди, тръгва обратно от похода си в Азия. Аристодем води спартанците във войната против съюза, преди връщането на Агезилай II, и ги побеждава в битката при Немея.
През 390 пр.н.е. вече пълнолетният Агесиполид ръководи своята войска против Аргос. Той опустошава страната и се връща обратно. През 385 пр.н.е. Агесиполид води поход против град Мантинея и го завлдява, използвайки трика на Кимон при завладяването на Eion на река Струма. Той отклонява река Офис така, че тухлената стена омеква от водата и пада. Той унищожава града и заселва жителите му в околните села. По молба на баща му той се държи добре с жителите на Аргос.
Спартанецът Телевтий умира през Първата олинтска война и Агесиполид става командир на войската. Той завладява град Тороне, и се разболява в лагера пред Олинт. Завеждат го в светилището на Дионис Афитис, но той умира след седем дена. Той е консервиран с мед и е занесен в Спарта, където е погребан.
Агесиполид няма деца и на трона се възкачва брат му Клеомброт.